# 月巴氏
月巴氏（英文：fatmoonba，Calvin Choi Wai Chun），原名蔡蔚駿，香港商業電台叱咤903節目主持、專欄作家、影評人及漫畫家。現時於叱咤903與方杰主持《903格》。

## 訪問
- 忠實武俠小說迷月巴氏 從漫畫走到武俠文學 （页面存档备份，存于），香港經濟日報，2016年7月18日。
- 麥天傑 月巴氏《逆戰國》新書訪談 （页面存档备份，存于），漫有引力 第82集，2016年6月27日。
- 《廢超人月巴氏》 （页面存档备份，存于），星島教育，2016年1月12日。
- 《專欄中不能承受之月巴氏》(Issue 462 Culture) （页面存档备份，存于），Metropop，2015年7月23日。
- 假如我是超人 （页面存档备份，存于），am730，2015年7月9日。
- 《健談文化》之英雄 （页面存档备份，存于），香港電台節目，2015年4月26日。
- 《2015 香港‧玩物‧言志》 (Issue 435 Cover Story) （页面存档备份，存于），Metropop，2015年1月8日。
- 《思潮作動》：一口戲之舊電影拾趣 （页面存档备份，存于），香港電台節目，2014年12月23日。
- 《健談文化》之向漫畫學習 （页面存档备份，存于），香港電台節目，2014年10月26日。
- 《打開心窗睇睇書》 （页面存档备份，存于），DBC數碼4台校園台，2014年10月19日。
- 《港漫人講漫》 (Issue 408 Cover Story) （页面存档备份，存于），Metropop，2014年6月12日。
- 《健談文化》之愛情來的時候 （页面存档备份，存于），香港電台節目，2014年4月20日。
- 月巴氏個人訪問──舊時光 （页面存档备份，存于），2014年4月。
- 《健談文化》之看電影文化 （页面存档备份，存于），香港電台節目，2013年11月3日。
- 梁朝偉梳頭 看一百次不厭 （页面存档备份，存于），蘋果日報副刊，2013年1月30日。

## 外部連結
- 月巴氏 blog （页面存档备份，存于）
- 月巴氏 facebook （页面存档备份，存于）
- 月巴氏 微博 （页面存档备份，存于）
- 月巴氏的Instagram帳戶
- 月巴氏｜DJ主持｜商業電台881903.com （页面存档备份，存于）